# Germs
Die Germs sind eine frühe US-amerikanische Punkband aus Los Angeles, Kalifornien.

## Geschichte
Die Band wurde im April 1977 von Darby Crash (Jan Paul Beahm), Pat Smear (Georg Ruthenberg), Michelle Baer und Diana Grant in Los Angeles gegründet. Baers Position am Schlagzeug übernahm kurze Zeit nach der Gründung Dottie Danger alias Belinda Carlisle, die die Band aufgrund einer Erkrankung aber nach nur wenigen Wochen wieder verlassen musste (später wurde sie Mitglied der Punkband Go-Go’s) und durch D.J. Bonebreak (Don Bolles) ersetzt wurde. 1978 unterschrieb die Band einen Plattenvertrag bei Slash und veröffentlichte im Dezember 1979 ihr Debütalbum (GI), das zu einem Meilenstein des amerikanischen Punk/Hardcore wurde. Am 7. Dezember 1980 starb Darby Crash im Alter von 22 Jahren an einer Überdosis Heroin. Kurz darauf lösten sich die Germs auf. Drei Monate nach seinem Tod wurde der Dokumentarfilm The Decline of Western Civilization mit einem berüchtigten Auftritt der Band veröffentlicht. Neben Crash kommen darin Bandmanagerin Nicole Panter und Pat Smear zu Wort.
Im Jahr 2007 erschien der Film What We Do Is Secret, welcher die Geschichte der Band behandelt. Schauspieler Shane West verkörperte den verstorbenen Darby Crash so überzeugend, dass Pat Smear ihm anbot, der Band auch im wirklichen Leben beizutreten, was von West angenommen wurde. Seitdem geben die Germs wieder regelmäßig Konzerte und waren unter anderem im Line-Up der Warped Tour 2006 und 2008. Zudem waren die Germs in ihrer neuen Formation auch in Europa auf Tour, wo sie von der deutschen Oldschool-Hardcore-Band Hammerhead begleitet wurden.

## Trivia
Der Song Lexicon Devil aus dem Album (GI) ist Teil des Soundtracks zum Videospiel Grand Theft Auto V (2013) und ist im Spiel auf dem Radiosender Channel-X zu hören.

## Diskografie
- September 1977: Germicide (Live-LP)
- November 1977: Forming/Sex Boy (live) (7")
- Mai 1978: Lexicon Devil/Circle One/No God (7")
- Dezember 1979: (GI) (LP; Slash Records)

Tribut
Auf dem 1996 erschienenen Tribut-Album A Small Circle of Friends ist neben namhaften Kollegen wie NOFX, Flea, The Melvins, Meat Puppets und L7 auch der Germs-Gitarrist Pat Smear vertreten. Smear begleitet Courtney Love mit deren Band Hole, die zu diesem Zweck als The Holez firmiert.
- August 1996: A Small Circle of Friends (Kompilation; Grass Records)[1]